# Miloslav Stibor
Miloslav Stibor (11. července 1927 Olomouc – 7. března 2011 tamtéž) byl významný český fotograf a vysokoškolský pedagog. Jeho hlavní tvorba probíhala v 60. a 70. letech 20. století, kdy vytvářel zejména řady na svou dobu převratných fotografických aktů a prostých krajinářských záběrů. Byl držitelem prestižního ocenění MFIAP, které uděluje Mezinárodní federace umělecké fotografie.
Stibor patřil mezi nejvýznamnější české fotografy lidského těla. Nepřehlédnutelná byla i jeho činnost pedagogická, v rámci které ovlivnil několik generací českých umělců. Jeho učebnice fotografie pro lidové školy umění patřila před rokem 1989 mezi základní zdroje informací pro začínající autory.

## Dětství a studia
Vyrůstal v rodině vysokého důstojníka československé armády, bývalého člena Československých legií v Rusku. Za první republiky dlouhodobě žil na Slovensku, zejména v Martině a Štúrovu. V roce 1951 absolvoval katedru výtvarné výchovy Filozofické fakulty Univerzity Palackého v Olomouci (titul PaedDr.).

## Pedagogická činnost

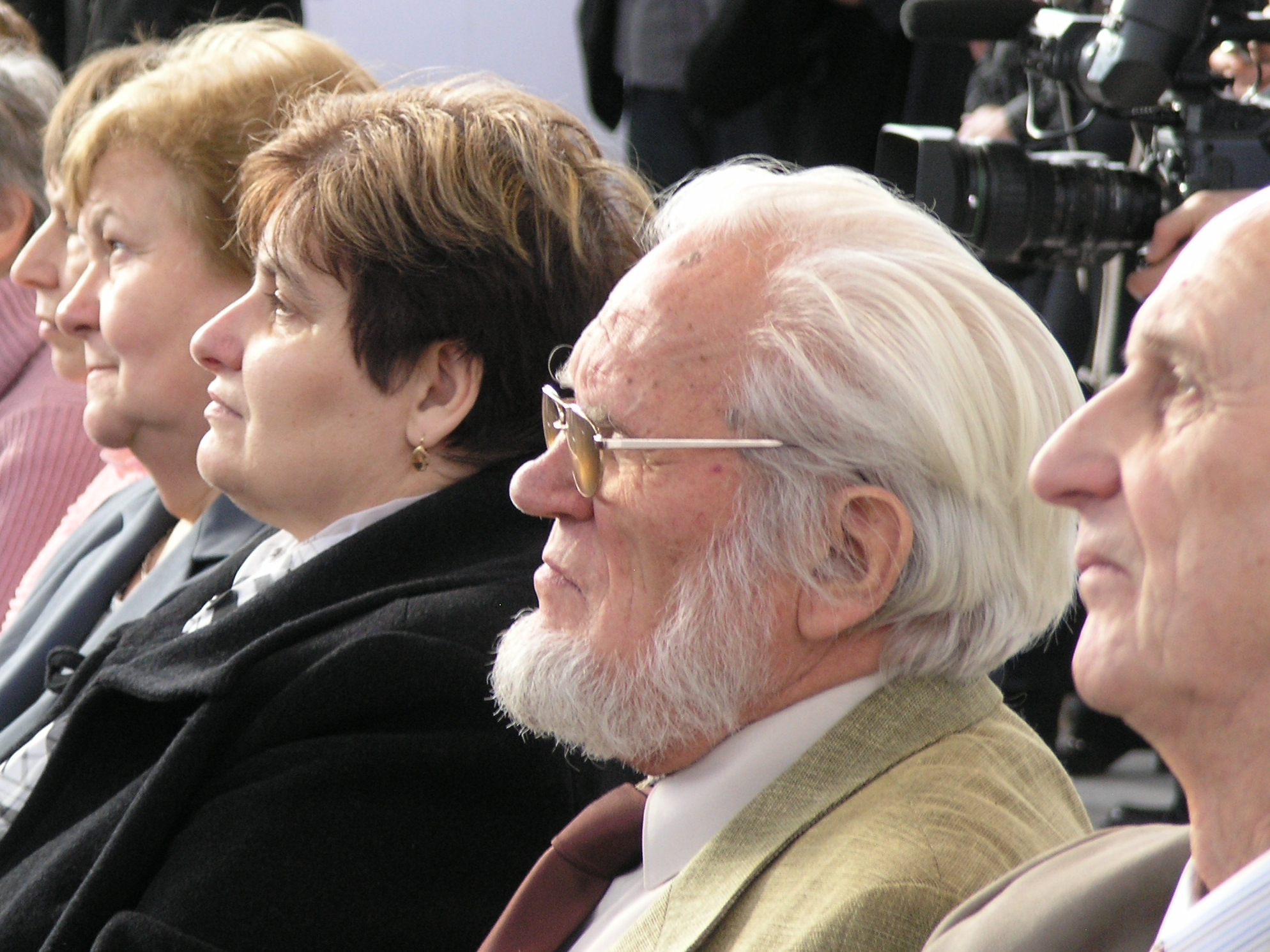
Miloslav Stibor na slavnostním zahájení veletrhu LIBRI 2008

Mezi roky 1952–1960 vyučoval deskriptivní geometrii na gymnáziu v Olomouci. V roce 1960 prosadil založení Lidové školy umění v Olomouci, kterou vedl až do roku 1987. V období 1979–1990 působil na Institutu výtvarné fotografie Svazu českých fotografů. V letech 1990–2007 přednášel na Institutu tvůrčí fotografie Slezské univerzity v Opavě předměty Fotografie plastiky a architektury, Akt a Základní principy osvětlování.

## Fotografování
Zvětšovat jej naučil otec ve 30. letech 20. století. Soustavně fotografoval od svých vysokoškolských studií – nejprve reportáže, později zátiší a portréty, na konci 50. let přesunul svůj zájem k lidskému tělu. V letech 1968–1969 realizoval cyklus 15 fotografií pro Henryho Millera, které se svou erotičností výrazně odlišovaly od tehdejší hlavní linie českého fotografického aktu. Od 70. let se věnoval lyrickým aktům volně inspirovaným antickou mytologií. Od 80. let se v jeho fotografiích sporadicky objevují i mužské akty.

## Technika
Stibor začínal s aparátem značky Voigtländer na formát negativu 6x9 cm. Později používal několik generací Flexaret, nakonec pracoval s Pentacon Sixem. Fotografoval na filmy FOMA, který vyvolával v Rodinalu. V určitých etapách života využíval zvětšování více negativů přiložených přes sebe (tzv. sendvič) nebo perokresbu aplikovanou na fotografii. Větší část tvůrčího života aktivně ovlivňoval výsledný dojem ze snímku pomocí optických a chemických prostředků. Pro něj typické je zejména využívání účinků Farmerova zeslabovače.

## Výstavy (výběr)
- Kabinet fotografie J. Funka, Brno
- Muzeum umění a designu Benešov (1990)

## Zastoupení ve sbírkách
- Moravská galerie v Brně
- Muzeum umění a designu Benešov
- Muzeum umění Olomouc
- Svaz českých fotografů

## Ocenění
Za rok 2001 mu byla udělena Cena města Olomouce v oblasti výtvarné umění.